# SpVgg 1896 Liegnitz
SpVgg 1896 Liegnitz was een Duitse sportclub uit Liegnitz, dat tegenwoordig het Poolse Legnica is.

## Geschiedenis
De club werd in 1924 opgericht toen de voetbalafdeling van ATV Liegnitz zelfstandig werd. Onder druk van de regering moesten voetbalclubs en turnclubs van elkaar gescheiden worden. De voetbalafdeling van ATV bestond sinds 1896. Een eerste probleem waarmee de club kreeg te kampen was het terrein waar gespeeld zou worden. De Jahnsportplatz van ATV kon niet meer gebruikt worden. De club stak zich in de schulden om een eigen terrein te krijgen.
De eerste jaren kon de club het succes van ATV niet doortrekken, maar in 1925/26 werd de club kampioen van Neder-Silezië en plaatste zich zo voor de eindronde om de Zuidoost-Duitse titel. De eindronde werd in groepsfase gespeeld met zeven clubs en SpVgg werd zesde. Hierna kon de club geen titel meer winnen. De concurrentie in de streek werd ook steeds sterker en de club werd een middenmoter. In 1932 moest de club zich zelfs via een play-off tegen tweedeklasser SuTV Fraustadt verzekeren van het behoud. In 1933 werd de club afgetekend laatste met slechts drie punten. Hierna werd de competitie grondig geherstructureerd. De NSDAP kwam aan de macht en de Zuidoost-Duitse voetbalbond en alle competities verdwenen. De Gauliga Schlesien kwam als vervanger, maar de Neder-Silezische competitie werd te licht bevonden om een deelnemer af te leveren en alle acht de clubs mochten starten in de Bezirksliga Niederschlesien, de nieuwe tweede klasse.
In het eerste seizoen werd de club tweede achter SC Schlesien Haynau en een jaar later tweede achter MSV Glogau. Het afbetalen van de schulden werd steeds moeilijker gezien de sportieve successen uitbleven. In 1937 werd de club gered door te fusioneren met ATV Liegnitz en zo TuSpo Liegnitz te vormen, het latere NSTG Liegnitz. Deze keer drong de overheid aan op een fusie.

## Erelijst
Kampioen Neder-Silezië
1926